# Бобы (Пуховичский район)
Бобы (бел. Бабы́) — деревня в Пуховичском районе Минской области Республики Беларусь. В составе Блужского сельсовета.

## География
Расположена в 15 км на юго-восток от Марьиной Горки, 69 км от Минска, 8 км от железнодорожной станции Талька.

## История
В конце XVIII века деревня в Игуменском уезде Минской губернии. В 1800 году была таверна, рядом с деревней фольварк. В середине XIX века собственность В. Завадской. В 1870 году деревня в Пуховичской волости Игуменского уезда Минской губернии.
Согласно переписи 1917 года были одноимённые деревня и фольварк, 2 мельницы, круподёрка, сукновальня (прим. мастерская, где производится валяние сукон), циркулярка (прим. устаревшее и (или) просторечное название инструмента и станка; круглая пила), локомобиль.
С конца февраля 1918 года территория оккупирована войсками Германской империи. 25 марта 1918 года согласно Третьей Уставной грамоте провозглашалась частью Белорусской Народной Республики. В декабре 1918 года занята Красной Армией, с 1 января 1919 года в соответствии с постановлением I съезда КП(б) Беларуси она вошла в состав Советской Белоруссии, с 27 февраля 1919 года — в ЛитБел ССР. Во время польско-советской войны в августе 1919 — июле 1920 годов под оккупацией Польши (Минский округ ГУУЗ).
С 31 июля 1920 года в Белорусской ССР. В начале 1920-х годов создан совхоз «Молот», который в 1924 году имел 547,2 десятины угодий, работала школа I степени. В начале 1930-х годов создан колхоз «Энергия», была кузница.
Во Вторую мировую войну с конца июня 1941 года до начала июля 1944 года территория деревни под оккупацией Германии. Сама деревня во время войны сожжена немецкими войсками. После войны деревня восстановлена.

## Население

### Численность
- 2010 год — 25 хозяйств, 62 жителя

### Динамика
- 1897 год — 36 дворов, 220 жителей
- 1908 год — 48 дворов, 325 жителей
- 1917 год — 57 дворов, 337 жителей (деревня); 149 жителей (имение)
- 1960 год — 195 жителей (деревня); 140 жителей (посёлок)
- 2002 год — 26 дворов, 55 жителей
- 2009 год — 56 жителей (перепись населения)[2]
- 2010 год — 25 хозяйств, 62 жителя

## Достопримечательность

### Утраченное наследие
- Каплица (часовня) кладбищенская (XIX в.; утрачена в 2010-е)

## Известные лица
- Пранович Александр Андреевич (1926—1999) — Герой Социалистического Труда (1981).
- Павлович Владимир Свиридович (род. 1946) — белорусский физик, доктор физико-математических наук, профессор.
- Дятлов Евгений Константинович (1923—2003) — белорусский архитектор.